# Катарина Васа (1539–1610)
Катарина Васа (на шведски: Katarina Gustavsdotter Vasa; Katarina av Sverige; на немски: Katharina Wasa; * 6 юни 1539, Стокхолм; † 21 декември 1610, замък Берум, Източна Фризия) от династията Васа е принцеса на Швеция и чрез женитба графиня на Източна Фризия (1560 – 1599).

## Живот
Тя е най-голямата дъщеря на шведския крал Густав I Васа (1496 – 1560) (упр. 1523 – 1560) и втората му съпруга Маргарет Ериксдотер Лейонхуфхуд (1516 – 1551). Сестра е на кралете на Швеция Йохан III и Карл IX. Полусестра е на крал Ерик XIV. Първа братовчедка е на крал Сигизмунд III Васа. Сестра ѝ Цецилия Васа (1540 – 1627) е омъжена на 11 ноември 1564 г. в Стокхолм за маркграф Христоф II фон Баден-Родемахерн (1537 – 1575).
Катарина Васа се омъжва на 1 октомври 1559 г. в Стокхолм за граф Едзард II от Източна Фризия († 1 септември 1599, Аурих), син на граф Ено II от Източна Фризия (1505 – 1540) и съпругата му графиня Анна фон Олденбург (1501 – 1575). Бракът им е щастлив.
След смъртта на нейния съпруг Катарина Васа е регент на синовете си.
Катарина Васа и Едзард II са директни прародители на нидерландския крал Вилем-Александер (* 1967).

## Деца
Катарина Васа и граф Едзард II имат децата:
- Маргарета (* 22 ноември 1560; † 10 септември 1588)
- Анна (* 26 май 1562; † 21 април 1621), омъжена I. на 12 юли 1583 г. в Хайделберг за курфюрст Лудвиг VI фон Пфалц (1539 – 1583), II. на 21 декември 1585 г. за маркграф Ернст Фридрих фон Баден-Дурлах (1560 – 1604), III. на 7 март 1617 г. в Грабов за Юлиус Хайнрих фон Саксония-Лауенбург (1586 – 1665)
- Ено III (* 30 септември 1563; † 19 август 1625), граф на Източна Фризия, женен I. на 29 януари 1581 г. за Валбурга фон Ритберг (ок. 1557 – 1586), II. на 28 януари 1598 г. в Есенс за херцогиня Анна фон Холщайн-Готорп (1575 – 1610)
- Йохан III (* 1566; † 29 септември 1625), граф на Ритберг, женен на 4 март 1601 г. за племенницата си Сабина Катарина (Източна Фризия) (1582 – 1618), дъщеря на брат му Ено III
- Кристоф (1569 – 1636 в Люксембург), господар на Румпст-Шпонтин, испански губернатор на Люксембург, женен на 13 август 1613 г. за принцеса Ламбертина де Лин (1593 – 1651)
- Едзард (Едцард) (1571 – 1572)
- Елизабет (1573 – 1573)
- София (* 5 юни 1574; † 20 март 1630)
- Карл Ото (* 1577; † 28 февруари 1603, Знайм, Южна Моравия)
- Мария (* 1 януари 1582; † 9 юли 1616), омъжена на 1 септември 1614 г. в Даненберг за княз Юлиус Ернст фон Брауншвайг-Даненберг (1571 – 1636)